# 遊撃警艦パトベセル 〜こちら首都圏上空青空署〜
『遊撃警艦パトベセル-こちら首都圏上空青空署-』（ゆうげきけいかんパトベセル こちらしゅとけんじょうくうあおぞらしょ）は、May-Be SOFTから発売されているアダルトゲームソフト。
本作は、多発する犯罪に対するために製造された遊撃警艦「パトベセル」を題材としたドタバタコメディ作品であり、多種多様な作品をパロディしていることで知られている。
その一例として、主人公の赤島殉作は、テレビドラマ『踊る大捜査線』の主人公青島俊作のパロディであるほか、メインヒロインの七瀬ヒカリは『涼宮ハルヒの憂鬱』のタイトルキャラクター・涼宮ハルヒのパロディであると指摘する批評家もいる。

## ストーリー

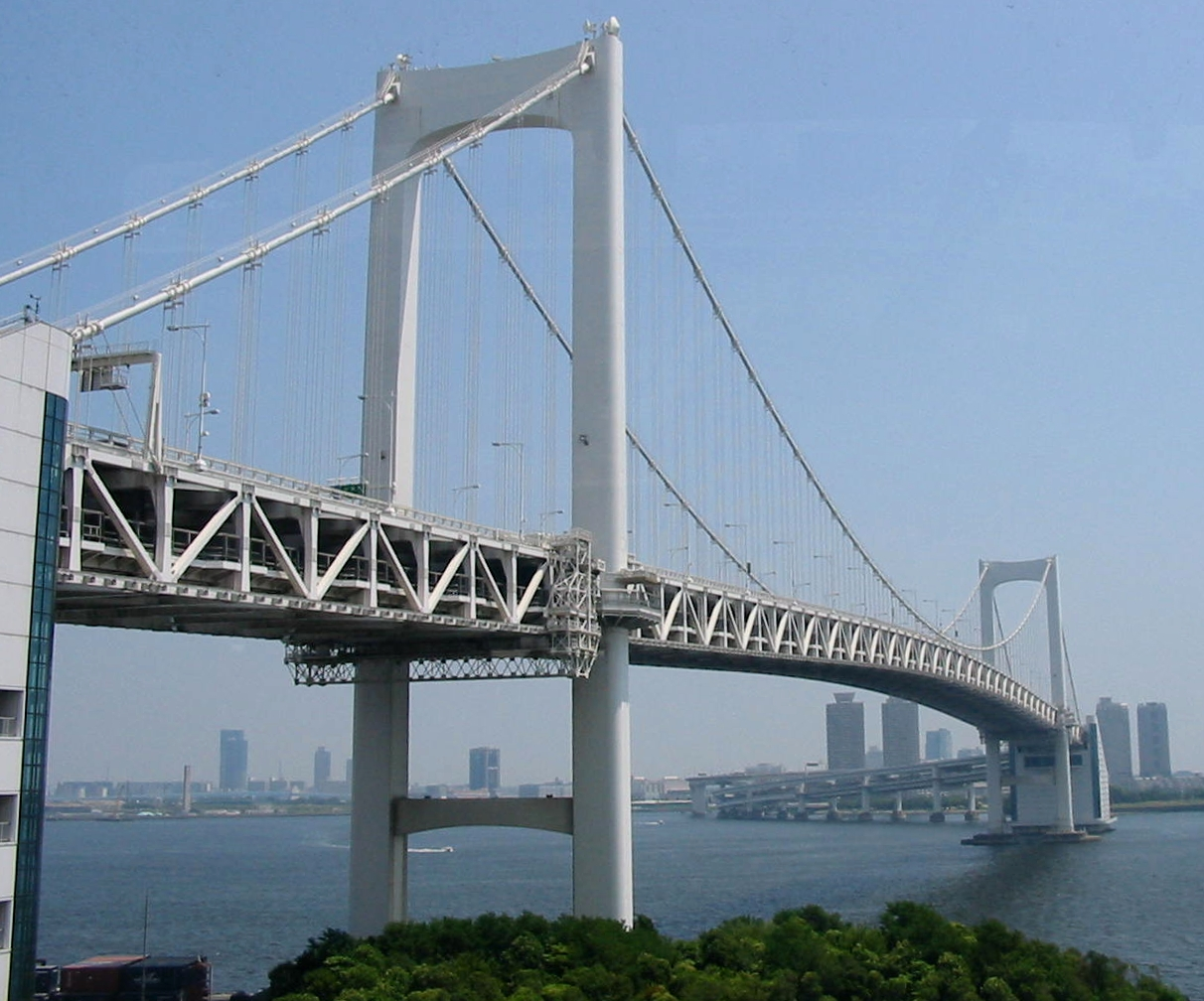
物語の中では、レインボーブリッジがパトベセルの下敷きになる場面も存在する。

警際学校を卒業し、小さな頃からの憧れていた警際官になったばかりの赤島殉作。その彼に手渡された辞令は、青空署への配属を命じるものだった。聞いたことのない部署に首を捻りつつも、案内を待っていたところ、巨大な遊撃警艦「パトベセル」こと青空署が彼を迎えに来る。
こうして彼の青空署での、傍若無人な署長や個性豊かな署員達、ときには一般市民にまで振り回される日々が、否応無しに始まったのである。

## 登場キャラクター

### 青空署
なお、作中の登場人物は全員成人しているため、飲酒や喫煙の描写もある。
赤島 殉作（あかしま じゅんさく）
声：なし
本作の主人公。警偉庁青空警際署所属。パトロール・ジェクト"PeaceKeeper"1号機パイロット。階級は巡士。警際学校を卒業したての新人警際官。ヒカリから「ジュン」と呼ばれている。ジェクト操作を首席で扱うことが出来たためになぜかいきなり青空署に配属となり、パトベセルに乗り込むことになる。警官になろうというだけあって正義感は強い。それなりに常識はわきまえているが、歴代主人公同様性欲に対して異様なまでに素直であり、そのせいでヒカリに減給され、空に銃撃され、伊月に締め上げられ、玲於奈に蹴飛ばされるのが毎回の流れになっている。コミックフィエスタ警備の際のコスプレでは「コンバット赤島」と名乗りテロップは「C・赤島」となる。過去のとある事情から銃を嫌悪しており、ジェクトでの戦いでは柔道などの格闘戦を主に使用する。
七瀬 ヒカリ （ななせ ひかり）
声：未来羽
8月10日生まれのB型。身長：155cm B 82（Cカップ） / W 50 / H 84
警偉庁青空警際署署長で、階級は警偉正。常に「署長」の腕章を付けている。警偉総監七瀬光一郎の一人娘で、パトベセルに乗りたいという一心から、父親におねだりして青空署の署長に収まる。正義感は強いものの、自己中心的な性格であることに加え、一般常識に欠けており、犯人逮捕のために町を破壊することを厭わないほか、腹いせにネオ・ナンブカノンを本庁に向けて放つなどの問題行動を起こす。それでも、なんだかんだ言っても署員には慕われており、後半個別√においては的確な采配を見せる。また、殉作の裸を見て真っ赤になる純情な面もある。
『オレは少女漫画家』にも、登場している。
端深 空 （はたみ くう）
声：草柳順子
2月11日生まれのAB型。身長：147cm B 72（Bカップ） / W 45 / H75
警偉庁青空警際署所属。「パトベセル」オペレーター。階級は警武。事実上、パトベセルは彼女一人で操っている。メンバーの中で唯一手袋をしていない。年齢・階級に関係なく、署員をファーストネームで呼ぶうえ、かなりの毒舌家でもある。ヒカリから「クー」と呼ばれている。
長い水色の髪をツインテールにしている。子どものような小柄な体格をしているが、常に沈着冷静で、ヒカリの暴走を押さえられるものの、こっそり暴走をあおることも多い。ヒカリの非常識な言動を「フィクションです」の一言で納めてしまう特技を持つ。雷が大の苦手。
実は生まれにある秘密があり、それは彼女のシナリオで明らかにされる。なお、趣味はクソゲー。護身用に巨大マジックパンチ型の拳銃を隠し持つ。
篠原 伊月 （しのはら いつき）
声：桜川未央
5月5日生まれのO型。身長：162cm B 102（Gカップ） / W 56 / H 90
警偉庁青空警際署整備主任。階級は巡士部長。ヒカリから「いっちゃん」と呼ばれている。制服を着る事が全く無く、常日頃から上半身はチューブトップブラだけといういで立ちをしている。明朗快活で、有能な整備士だが、非常にガサツで自分が女性という意識が薄い。玲於奈とはことあるごとに低レベルな口喧嘩を繰り広げている。イベントでのコスプレでは『大魔法峠』の田中ぷにえと思しき扮装をしており痴漢を締め上げている。
個別EDでは唯一妊娠の描写がある。
黛 玲於奈 （まゆずみ れおな）
声：長崎みなみ
12月14日生まれのA型。身長：165cm B 87（Dカップ） / W 50 / H 88
パトロール・ジェクト"PeaceKeeper"2号機パイロットであり、本庁より暴走を続ける青空署へのお目付役として送り込まれてきた経緯を持つ。階級は警偉。長いポニーテールをしており、ロールからは『モノごころ』に登場するマイに似ていると言われている。ヒカリから「れおにゃん」と呼ばれている。生真面目なエリートで文武両道の達人であり、切れ味抜群の蹴り技と類稀な銃の腕前を持つ。かなり強度の近眼で、普段はコンタクトレンズをしているが、眼鏡をかけることもある。「バッカスの玲於奈」の異名を持つが、飲酒量が一定を超えるとテンションが高くなり、泥酔したままジェクトを操作する場面もある。隠れ腐女子である。イベントでは『D.Gray-man』のリナリー・リーらしきコスプレをしている。
個別EDでは伊月同様、赤島と結婚を果たす。
『オレは少女漫画家』にて、妹の黛沙耶香がサブキャラクターとして登場している。
怪盗ロール （かいとう ろーる）
声：戸野綱麻世
11月28日生まれ。身長：159cm B 88（Eカップ） / W 53 / H 87
最近世間を騒がしている怪盗。顔にバタフライマスクを付け、高笑いを上げながら超人的な動きで警際を翻弄する。生身でジェクトと対当に渡り合うほどの技量を持つ。嫌われ者の青空署をも手玉に取っているところから、市民からも人気が高い。が、本人の希望とはうらはらに、その人気は芸人のそれだったりする。変装も得意で赤島に変装し、進行ナレーションまで代役したことがある。ヒカリは彼女を忌み嫌い「焼きそばロール」、「コレステロール」、「発泡スチロール」と呼び方を変える。ステッキにはマイザースパイラルというドリルやカラドボルグ、獲麗巌斗（エレガント）ハリセンを隠し持つ。モノマネも上手で「メイドさんと大きな剣」より零那のモノマネを披露したら大好評だった。
なお作中で唯一、赤島に強姦されている。
向塚 巻子 （こうづか まきこ）
声：戸野綱麻世
青空署が利用するクリーニング店「向塚クリーニング」の従業員で、なにかと店名を「エレガントクリーニング」だとする。柄物のTシャツでも真っ白にする程の腕前を持つ一方、やたら高笑いを上げる癖がある。ヒカリとは意気投合しており、特別にパトベセルに搭乗することが許されている。ヒカリから「マッキー」と呼ばれている。
外見、声、性格のいずれも『モノごころ』の同名キャラそのものであり、半ばスターシステムに近い。
桃本 みつな （もももと みつな）
声：桜川未央
9月20日生まれのO型。身長：152cm B 98（Fカップ） / W 55 / H 89
警偉庁青空警際署所属。「パトベセル」通信担当。階級は警武補。ヒカリから「ももちー」と呼ばれている。普段はちょっと天然が入ったのんびりした女性だが、通信担当という立場上、パトベセルへの抗議を対応する羽目になり、さらにヒカリの命令に振り回されている。また、通信士にも関わらず、慌てるとカミまくる。格闘技好きで、目の前で技を使われると我を忘れて実況アナウンサーと化すことも。柔道五段の腕前で、武装した警官やロールを軽々と投げ飛ばせるほど。得意技はつかみ技から投げ技に転じること。ヒカリや空はおろか主人公も有段者ということは知らなかった。一応得意なのは児○清のモノマネ。イベントでは『To LOVEる -とらぶる-』のララ・サタリン・デビルークらしき姿に扮している。
野々宮 柚子 （ののみや ゆず）
声：草柳順子
6月7日生まれのA型。身長：143cm B 68（Aカップ） / W 43 / H 73
警偉庁青空警際署所属。「パトベセル」食堂のコック長として、署員のたちの食事を作っている。階級は巡士部長。ヒカリから「ゆずぽん」と呼ばれている。小学生に見えるほどの小柄な体格をしているが、腕前は確か。また、兄がおり、殉作のことは、兄に似ているとのことで「兄さん」と呼んで慕っている。イベントでは『魔法少女リリカルなのは』の高町なのはのバリアジャケットらしき衣装を着用した。
駿河 葉澄 （するが はずみ）
声：長崎みなみ
10月30日生まれのB型。身長：171cm B 93（Eカップ） / W 57 / H 91
警偉庁青空警際署所属。「パトベセル」館内医務担当。階級は巡士長。眼鏡をかけている長身の気だるげな女性。ヒカリから「はずみん」と呼ばれている。医師なのだが、常に煙草をくわえ、食堂や甲板でさぼっていることが多い。イベントでは『MUSASHI -GUN道-』のデスペラードに扮している。
個別√で階級に関するある秘密が明かされる。
東 十四郎 （あずま じゅうしろう）
声：なし
7月5日生まれのA型。身長：187cm
警偉庁青空警際署整備班長。階級は警武。ヒカリから「ショーグン」と呼ばれている。既に老人と呼んでもいい風貌ながら、伊月を含めた整備員全員の尊敬を集めており、実質的なハンガーの支配者と言ってもよい人物。既婚しているが子供がいないため伊月を娘のように想っている。

### その他
警偉総監
ヒカリの父親。極度の親バカである。
ヒカリ√においてはヘカトンケイル邀撃の際にとある理由で失神し寝込んでしまうが、青空署の危機に際し自ら量産型ピースキーパーを駆り駆け付けた。
八角 （もろずみ）
副警偉総監。眼鏡をかけた中年男性で、空√に登場する。
空の出自に関わっている最重要人物であり、同√においてパトベセル及び空の奪取の為に玲於奈含む本庁ジェクト部隊を総動員するも、空たちにより自身が過去に行った非人道的計画が白日の下に晒され失脚する。
環 伶子 （たまき れいこ）
警偉庁技術部第1主任。名前のみ登場。生物学の権威であるが、自らのとある体質に劣等感を抱いていたため、八角の計画の片棒を担いでしまう。計画の完成後に自らの着手した実験に悔悟の情を抱き、八角の目論見通り警偉庁を去る。
西崎 （にしざき）
伊月√に登場。共通√で暴走ジェクト事件を起こした黒幕。ジェクトの発表会を襲撃してジャックして操り操縦者をジェクト内に監禁して人質にすることで、ソフトの脆弱性を表明するとともに、より「攻撃」に特化した自作のソフトを使用するよう強制した男。赤嶋の活躍により搭乗していたジェクトを破壊され、逮捕される。
元は警偉庁ソフト開発部の職員であり、東とは旧知の仲であったが、徐々に攻撃的なソフトの魅力に憑りつかれ、「悪人を逮捕するためならより強力な攻撃が可能なソフトを使用すべき」という思考に走った為、警偉庁を追われていた。
魔神
ロール√で登場。ロールが奪取した「アラヤダのランプ」から出現した、カクホくんの色違いのような手抜きなデザインの巨大魔神。その大きさは片手でパトベセルを弾き飛ばすほど。のんびりしており攻撃性は無いが、向かってくるものは容赦なく払いのける。全身がゴムのような軟体であり、ネオ・ナンブカノンも弾き返してしまう。貧乳好き。
一応、持ち主の望みを叶えることも可能らしいが、叶えてもランプに戻ろうとしないため、過去の持ち主は全員「ランプに戻れ」という願いで使い切ってしまった。

## 登場メカ

### パトベセル
警偉庁が新造した飛空戦艦型警際署、通称「警艦」である。パトベセル級の壱号艦。元々は首都圏で増加する犯罪に対する抑止力となるべく、区域や管轄に縛られず、戦況に応じて臨機応変に対応する「空飛ぶ警察署」として建造されたのだが、建造を推進した警偉総監七瀬光一郎が、自らの親バカでヒカリに与えてしまい、彼女が「何にでも首を突っ込んでも許される部署」と解釈してしまった為、今では彼女率いる独立愚連隊と化してしまっている。
実は上記の建造理由は偽装であり、実際は警偉庁内で進行していた極秘プロジェクトを隠蔽するための「おとり」とも言える物であった。
詳細は不明であるものの、確認しうる限り5基のメインスラスターを持ち、空中を自在に航行する。武装としては艦体下部に「ネオ・ナンブカノン」を主砲として装備。拳銃と同様、実弾であり、リロード時には巨大な空薬莢が外部（要するに地上＝市街地）に排出される。
弾丸の装填はハンガーで行い、ブリッジの拳銃型照準機で照準、発射する。
しかし、ほとんど当たらない上に滅多やたらと撃ちまくるため、市内に流れ弾やリロード時の排夾での被害が及んでいるが、話によっては一撃で当てることがある。
また、話によって空が指揮をとったりすることもあった。
さらにこの戦艦のデータを基として他国が作った複製艦「ヘカトンケイル」やパトベセル二号艦等、元ネタよりバリエーションが豊富である。

### パトロール・ジェクト "Peace Keeper（ピースキーパー）"
警偉庁が導入した歩行型多目的機械「ジェクト（ject）」。
元々ジェクトは首都圏開発用の土木作業機械として開発されたのだが、パトベセルを見た民間企業の技術者たちが趣味全開で悪ノリした結果、ロボットアニメに登場するような巨大人型ロボットになってしまった。
ジェクトは高額なためにまだ民間にはあまり浸透していないが、いずれは車と同様に入手できる日が来ると予想されている。しかし、このジェクトを利用した犯罪も発生するようになった為、すぐさま警偉庁は警際用ジェクト"PJ-PK001"を導入した。
当初、PJ-PK001はパトベセルの中に専用のハンガーを設けることで、どんな地域にでも警際署ごと移動し、出動できることが予定されていた。しかし、署長の七瀬ヒカリ警偉正の暴走により、彼女の自由に扱われているのが実情である。もっとも、交通整理や違法駐車の撤去等もこなしているが、これはおそらく本庁警治部の要請によるものと思われる。
パトベセル内のハンガーには3機以上存在するが、通常稼動しているのは1号機と2号機のみ。1号機と2号機では頭部形状が異なっており、1号機はバイザー下にツインアイ、2号機はむき出しのモノアイになっている。ヒカリ√並びに空√においては彼女たち以外の全員が搭乗している。
出動時は、空中にあるパトベセルよりカタパルトで射出され、現場に直接降下することが多い。
また無人型である「ギュエス」も存在する。塗装は黒。

## 警偉庁
警偉庁は、東諒都を管轄する警際本部。東諒都公穏委員会の管理の下、警偉総監がその事務を統括する。東諒都内に101警際署を配置する。所属警際官数は約40,000人。現在は東諒都に属する地方行政機関である。また、通常の府県警は管区警際局を間に挟むのと異なり、警際庁の直接監督下にある。

### 組織
警偉庁本庁には、警偉総監、副総監の監督の下、9の部が置かれる。
東諒都公穏委員会
｜
警偉総監
｜
警偉副総監
├統務部
├警治部
├交巡部
├警仕部
├区域部
├公穏部
├刑義部
├生活息災部
├結社犯罪対策部
├警際学校
└方面本部
｜
警際署
├警治課
├交巡課
├警仕課
├区域課
├刑義課
├生活息災課
├結社犯罪対策課
└区域課
├駐存所
├交藩
└パトロール・ビークル

### 警偉庁青空警際署
近年、犯人が車輌を使って他県に逃走するなど県や区をまたぐ「県境を越えた犯罪」が増加。これに伴い警偉庁は、状況に応じてどのような対応もできる区域や管轄に縛られない102番目の超法規的特殊警際署、「警偉庁青空署」を新設、これに対応させることにした。
本来、青空署はその機動性を活かして主力から独立して行動し、戦況に応じて臨機応変に対応する部署になる予定だったのだが、署長である七瀬ヒカリ警偉正の「何にでも首を突っ込んでも許される部署」という誤った捉え方のおかげで、独立愚連隊と化してしまっている。

### 階級
警偉総監
警際法第62条に規定される警際官の階級のうちの最高位であると同時に、警偉庁の本部長の職名。
警偉監
警際法第62条に規定される第2位の階級。警偉副総監もここに該当。
警偉長
警際法第62条に規定される第3位の階級。主要参事官等がここに該当。
警偉正
警際法第62条に規定される第4位の階級。警際署長などの職位に相当。警際署において最高位の階級はこの警偉正である。
警偉
警際法第62条に規定される第5位の階級。中小規模の警際署の署長、警際署の副署長等がここに該当。
警武
警際法第62条に規定される第6位の階級。
警武補
警際法第62条に規定される第7位の階級。警際実務では現場監督的な役割を担う。
巡士部長
警際法第62条に規定される第8位の階級。巡士部長は警際組織の初級幹部であり、司法警際員資格も通常この階級から与えられる。
巡士長
警際法に定められた正式な階級ではなく階級的職位である。階級章は巡士とは別のものが用いられるが厳密には巡士に属する。
巡士
警際法第62条に規定される第9位の階級。警際署や警際本部に配置され、交藩や駐存所などでの勤務を行う。

## 余談
- 実際の警察機構をまねた"警偉庁"の設定、更に主人公の所属先が独立愚連隊的な様相、扱う最新ロボット"パトロール・ジェクト"等の、基本となる大元の設定は機動警察パトレイバー[6]の影響（実際、初期は「特車二課」なる警視庁のひとつの課ではなく、町の交番にパトレイバーが配備される、という設定だった）が色濃く残っている（実際、店頭のPOPにリボルテックのイングラム1号機の写真を貼り付けている店もあった）。
- PeaceKeeperの1号機と2号機の頭部形状が異なるのも、設定元のイングラム[7]からきている。名称は「AV-0 "ピースメーカー"」より。
- 警偉庁青空警際署となる"パトベセル"は機動戦艦ナデシコに登場するナデシコ級一番艦「ナデシコ」がモチーフ。
- キャラクターにおいても、涼宮ハルヒの憂鬱、機動戦艦ナデシコ、機動警察パトレイバーのキャラクターのパロディである（一部オリジナルも含む）。
- 2007年4月1日、エイプリルフールの企画で、ゲーム発売前であるにもかかわらずアニメ化決定[8]とのサイトが公開された。
- 前作のキャラクターの画像、名前等の登場が見受けられ、ロール（巻子）は『モノごころ、モノむすめ。』での巻子がモチーフとされていると考えられる（コスプレのシーンでは巻子の恰好をしていた）。
- 後に発売された「ぱいタッチ！」には、桃本みつなの姉・桃本 小桃 （もももと こもも）が登場する。また2012年に発売される「オレは少女漫画家」にも、黛 玲於奈の妹・黛 沙耶香 （まゆずみ さやか）が登場する他、作中作として、『七瀬ヒカリのYOU撃つ』という、ヒカリとその元ネタである『涼宮ハルヒの憂鬱』をパロディしたアニメが登場している。

## スタッフ
- 企画：TOMO・ユズミツ
- 原画：あかざ
- シナリオ：箒星
- メカデザイン：ゆきなみ
- 音楽：父山或人・sumiisan

## 関連書籍
ノベライズ
- 布施はるか『遊撃警艦パトベセル こちら首都圏上空青空署』（パラダイム、2007年7月25日初版） ISBN  978-4-89490-837-6

## 評価
ライターの阿部広樹は本作について、「[前略]パロディとパロディの間合いを絶妙なテンポでつなぐようなバカ展開に、プレイ中は笑い過ぎの横隔膜ストレステストにさらされること請け合いです」と評価している。